# Râul Rediu, Bârlad
Râul Rediu este un curs de apă, afluent al râului Dobrovăț. 